# Taddea da Rimini
Taddea da Rimini (Rimini, 1267 circa – Rimini, 1362) è stata una nobile italiana, signora consorte di Rimini e di Pesaro fino al 1326.

## Biografia
Sposò Pandolfo I Malatesta, signore di Rimini e di Pesaro, ed ebbero tre figli:
- Malatesta III (1299-1364)
- Galeotto I (1300-1385)
- Caterina (1322-1340)